# John Pontén
John Gustaf Emanuel Pontén, född 5 januari 1867 i Lemnhults församling i Jönköpings län, död 3 januari 1942 i Hultsjö församling i samma län, var en svensk präst. Han tillhörde prästsläkten Pontén från Småland och var son till kontraktsprosten Gustaf Pontén och Sofia Kuylenstjerna.
Efter studier i Växjö och vid Lunds privata elementarskola läste han vid universiteten i Uppsala och Lund. Han prästvigdes 1893, blev komminister i Hultsjö församling i Växjö stift 1899 och kyrkoherde där 1910 samt kontraktsprost i Västra härads kontrakt 1923. År 1932 blev han ledamot av Vasaorden (LVO).
John Pontén gifte sig 1895 med Una Sjögren (1871–1955), dotter till läraren och historikern Otto Sjögren och Peter Wieselgrens dotter Ida Sulamith Wieselgren. Barn: Folke Gustaf Emanuel (1896, död samma år), kontraktsprosten Gustaf Pontén (1897–1985), Märta (1899–1994), gift med köpmannen Carl Bengtsson, och läkaren Johan Pontén (1901–1983).